# براد غود
براد غود (بالإنجليزية: Brad Goode)‏ هو أستاذ جامعي وموسيقي أمريكي، ولد في 10 أكتوبر 1963 في شيكاغو في الولايات المتحدة.

## وصلات خارجية
- براد غود على موقع ميوزك برينز (الإنجليزية)
- براد غود على موقع أول ميوزيك (الإنجليزية)
- براد غود على موقع ديسكوغز (الإنجليزية)